# Aurearenales
Aurearenales é uma ordem monotípica de microalgas heterocontes da classe Phaeothamniophyceae cuja única família é Aurearenaceae.

## Taxonomia e sistemática
A ordem Aurearenales inclui os seguintes taxa:
- Ordem Aurearenales
  - Família Aurearenaceae Kai, Yoshii, Nakayama & Inouye, 2008[3]
    - Género Aurearena Kai, Yoshii, Nakayama & Inouye, 2008
      - Aurearena cruciata Kai, Yoshii, Nakayama & Inouye, 2008 [4]